# Oxychalepus paranormalis
Oxychalepus paranormalis là một loài bọ cánh cứng trong họ Chrysomelidae. Loài này được Ramos miêu tả khoa học năm 1998.